# Comité psychogéographique de Londres
Le Comité psychogéographique de Londres est une appellation créée par Ralph Rumney début 1957  à l’occasion d’une exposition à la galerie Taptoe de Bruxelles du 2 au 26 février qui devait réunir des œuvres d’Asger Jorn, Ralph Rumney, Yves Klein, des plans psychogéographiques de Guy Debord et des photographies de Michèle Bernstein et Mohamed Dahou . Intitulée Première exposition de Psychogéographie, elle  est annoncée comme étant organisée par le M.I.B.I. (Mouvement international pour un Bauhaus imaginiste), l’Internationale lettriste et ce nouveau Comité. Ces trois entités se retrouveront le 28 juillet 1957 dans la ville italienne de Corsio d'Arroscia pour fusionner et former l'Internationale situationniste (I.S.), faisant ainsi de l’exposition de la galerie Taptoe la dernière réunion préparatoire à la fondation de l’I.S.
Cet éphémère et fantomatique Comité psychogéographique de Londres réapparaîtra sous l’appellation d’Association psychogéographique de Londres (en anglais : London Psychogeographical Association, LPA) le 22 août 1992 dans une grotte au-dessous d'un carrefour dans la petite ville de Royston (Hertfordshire) sous le nom de LPA East London Section. Par des points de vue situationnistes plus dépendants d'Asger Jorn que de ceux de Guy Debord, la LPA East London Section combattit la prévalence anarchiste qui récupérait les pratiques des situationnistes. La LPA a alors publié de nombreux textes sous la forme du pamphlet et dans une lettre d'information irrégulière. Fabian Tompsett y a largement contribué sous le pseudonyme de Richard Essex, de même que le groupe d'auteurs rassemblés sous le pseudonyme collectif Luther Blissett, incluant Stewart Home.
Dans le contexte de la LPA East London Section, Fabian Tompsett a traduit quelques-unes des œuvres de Asger Jorn en anglais, dont La création ouverte et ses ennemis, Internationale situationniste numéro 5, décembre 1960.
En 2000 la LPA a fusionné avec l'Alliance néoïste pour former la Nouvelle internationale lettriste.

## Voir également